# Onthophagus waminda
Onthophagus waminda är en skalbaggsart som beskrevs av Matthews 1972. Onthophagus waminda ingår i släktet Onthophagus och familjen bladhorningar. Inga underarter finns listade i Catalogue of Life.